# La Maison française du verre
La Maison française du verre, anciennement Newell Cookware Europe puis Arc International Cookware, est une entreprise française d'origine américaine, implantée à Châteauroux dans le département de l'Indre. Elle commercialise ses produits sous la marque Pyrex en Europe.
Anciennement Arc International Cookware, puis International Cookware, La Maison française du verre fabrique de la vaisselle en verre creux sous la marque américaine Pyrex. L'entreprise est créée en 1994 par le groupe américain Newell Inc. pour reprendre les activités européennes de Corning qui détient la marque américaine Pyrex.
La Maison française du verre appartient au fonds d'investissement européen Kartesia, de droit luxembourgeois, depuis 2020,. En janvier 2021, International Cookware prend le contrôle du fabricant français Duralex,. En février 2022, International Cookware devient La Maison française du verre,. Le 30 juillet 2024, l'entreprise Duralex est cédée aux salariés, devenant alors une SCOP.

## Historique

### Origines
En 1994, le groupe américain Corning, détenteur de la marque, arrête la production de ses objets en pyrex[réf. nécessaire], conserve la propriété de la marque Pyrex mais la met à disposition d'autres compagnies sous licence. La fabrication des produits Pyrex en Europe, Afrique et Moyen-Orient est reprise par l'entreprise américaine Newell Inc. et crée l'entreprise Newell Cookware Europe, basée à Châteauroux, en France.

### Rachat par le groupe français Arc
En janvier 2006, la société américaine Newell Cookware Europe est rachetée par le groupe français Arc International et devient Arc International Cookware (AIC).
Ce dernier détient trois marques : Arcuisine, Pyrex et Pyrex Elegance[réf. nécessaire]. Ces marques sont segmentées selon leurs réseaux de distribution. Le groupe Arc International emploie 16 500 salariés dans le monde dont environ 10 000 en France.
Le groupe, originaire de Arques (Pas-de-Calais), réalise un chiffre d’affaires de 1,4 milliard d’euros en 2006 et distribue des articles d’arts de la table dans plus de cent-soixante pays. En 2024,Pyrex est toujours une marque de Corning Inc., utilisée sous licence par Arc International jusqu'en 2014.
Au-delà des plats, cocottes, moules et ustensiles de préparation en verre, Pyrex propose désormais une gamme de moules et plats en métal anti-adhésif, des boîtes plastiques micro-ondes, des plats et moules en céramique, et aussi des casseroles et poêles en inox.
Au printemps 2007, après deux ans de développement, la marque de produits en verre et en métal Pyrex Elegance nait.[réf. nécessaire] La gamme verre Pyrex Elegance est dessinée par le designer George Sowden ; la gamme métal Pyrex Elegance est quant à elle dessinée par les équipes R&D d’Arc International en collaboration avec la designer anglaise Morag Hutcheon.
L'usine de Châteauroux produit 32 et 35 millions de pièces par an (destinées pour 90 % à l'exportation, sous la marque pilote Pyrex, mais également sous le label Arcuisine, destiné aux discounters d'Europe occidentale) pour un chiffre d’affaires de 110 millions d'euros en 2013.

### Rachat par le fonds américain Aurora Capital Group
En 2014, le groupe français Arc cède au fonds d'investissement américain Aurora Capital Group sa filiale Arc International Cookware (AIC), qui fabrique et exploite sous licence exclusive les produits de la marque Pyrex qui emploie plus de 500 salariés, dont 465 en France (420 dans l'usine historique de Châteauroux, 40 dans les services commerciaux et administratifs à Roissy-en-France),,. À la suite du rachat, la marque Arcuisine, devient Ô Cuisine.

### Rachat par le fonds européen Kartesia
En avril 2020, le fonds d'investissement américain Aurora Resurgence cède International Cookware au fonds d'investissement européen Kartesia, domicilié au Luxembourg,.

#### Rachat de Duralex
En septembre 2020, le fabricant français Duralex est placé en redressement judiciaire,. En janvier 2021, International Cookware, qui vend ses produits sous la marque Pyrex et Ô Cuisine, prend le contrôle de Duralex,.

#### La Maison française du verre et reprise de Duralex par les salariés
En 2022, le groupe change de nom, pour devenir La Maison française du verre. À l'issue d'une nouvelle procédure de redressement judiciaire de Duralex, la filiale est reprise par ses salariés le 30 juillet 2024, devenant alors une société coopérative et participative (SCOP). L’État abandonne cette année là une partie de ses créances vis à vis de la Maison.